# Русановская протока
Руса́новская про́тока, Руса́новский зали́в (укр. Руса́нівська прото́ка, Руса́нівська зато́ка) — протока (в прошлом — залив), один из рукавов в русле Днепра. Ответвляется восточнее Чертороя ниже урочища Горбачиха (их разделяют Долобецкий и Венецианский острова).
Протока омывает Русановские сады, Никольскую слободку, Русановку и Березняки по левому берегу и Гидропарк — по правому. Между Долобецким и Венецианским островами Русановская протока соединяет с Чертороем Венецианскую протоку. Ниже Венецианского острова протока впадает в основное русло Днепра. Судоходна.
Средние глубины — 4-6 м, в отдельных местах 13-14 м. Наибольшая глубина 18 м.